# Timbre de Saint-Valentin
Pour les articles homonymes, voir Saint-Valentin (homonymie).
Comme pour la fête de Noël, la fête de la Saint-Valentin (14 février) donne lieu à l'émission de timbres-poste thématiques par certaines administrations postales, souhaitant profiter de la mode de cette « fête des amoureux ».
Dans les pays anglo-saxons, ces timbres sont appelés love stamp.
En philatélie, la thématique s'élargit de cartes postales et de marques postales (oblitération et flamme).

## Précurseurs
Aux États-Unis, le premier love stamp est émis le 26 janvier 1973 reprenant un dessin de Robert Indiana () et tiré à plus de 300 millions d'exemplaires, véritable succès commercial.

## Habitudes actuelles
Actuellement[Quand ?], les bureaux des villes nommés Saint-Valentin dans l'Indre (France) et au Québec (Canada), ont un cachet d'oblitération spécial au moment de cette fête. Il suffit d'envoyer une enveloppe correctement affranchie (ou une demande, une enveloppe à l'adresse du destinataire et un mandat postal correspondant à l'affranchissement) pour recevoir une enveloppe oblitérée.
De nombreuses administrations postales émettent des timbres de Saint-Valentin. Quelques exemples :
- les timbres Love dans les pays anglo-saxons (États-Unis en 2005 par exemple) ;
- une carte à jouer représentant un roi et une reine (Biélorussie, 2004).